# 皮卡迪利圓環
皮卡迪利圓環，倫敦最有名的圓形廣場，港譯「皮加地利圍」，興建於1819年，早期是英國零售商店所在地，今日為英國倫敦市中心購物街道的圓心點，有五條主要道路交錯於此。倫敦地鐵於該廣場地下設有皮卡迪利圓環站。

## 歷史
皮卡迪利廣場連接到皮卡迪利街，這條大道的名字第一次出現在1626年的皮卡迪利音樂廳，命名後的房子屬於羅伯特·貝克著名的銷售piccadills，裁縫，或piccadillies，一個術語，用於各種衣領。
皮卡迪利廣場創建於1819年，與攝政街交界處，當時正在建的規劃下，約翰·納什在網站上的房子和花園屬於夫人赫頓。
在交界處一直以來建設的一個非常繁忙的交通交匯處，因為它在劇院區的中心。

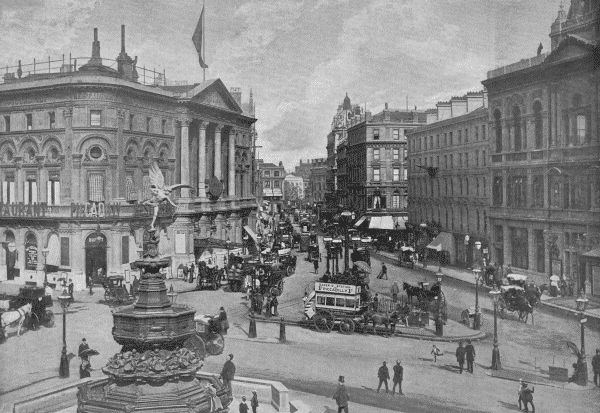
1896年的皮卡迪利圆环，由考文垂街望向莱斯特广场方向。左侧是伦敦馆，右侧是标准剧院。

## 地點和景點

### 沙夫茨伯里紀念噴泉和安忒洛斯像
圓環西南側是沙夫茨伯里紀念噴泉，為了紀念第7代沙夫茨伯里伯爵的善行而於1892-1893年建造。噴泉頂端有一座展開雙翼的雕像，以希臘神話的相愛之神安忒洛斯為範本設計，題名為「基督教慈善的天使」，但經常被誤認為安忒洛斯的雙生兄弟愛慾之神厄洛斯。

### 標準劇院
標準劇院，一個二級文物保護建築，矗立在皮卡迪利廣場（Piccadilly Circus）的南側。除了售票區，整個劇場，擁有近600個座位。
由Thomas Verity設計的劇院於1874年3月21日開幕，雖然原計劃是為它成為一個音樂廳。1883年，為了改善通風它被強制關閉，以電燈取代煤氣燈，並於隔年開放。劇院關閉於1989年，經過徹底翻新，於1992年10月重新開放。

### 倫敦館
倫敦館位於皮卡迪利廣場的東北邊，沙夫茨伯里大道和考文垂街之間的角落。第一個印有名字的建築物建於1859年，是一個音樂廳。沙夫茨伯里大道在1885年，通過建立國家館的舊址，並構建了一個新的倫敦館，還擔任音樂大廳。1923年，電動廣告牌豎立在旁邊建築。
1934年，這座建築經歷了顯著的結構上的改動，並轉換成一個電影院。1986年，該建築被重建，保留了1885年的立面，並轉換成一個購物商場。2000年，該建築被連接到鄰近的德洛卡德羅廣場中心，並在2003年發生了改變，改為“倫敦德洛卡德羅”的地標建設。大樓的地下室與皮卡迪利圓環站相連。

## 通俗文化
因这个广场极为繁忙，英国人也用这条街比喻一些人群极为聚集的场所。

## 外部連結
- 戲劇史 （页面存档备份，存于）
- This is London （页面存档备份，存于） 標準劇院劇場導覽
- 地圖來自www.streetmap.co.uk （页面存档备份，存于）
- 空拍照片來自 maps.google.com （页面存档备份，存于）
- 芭蕾舞劇的變化：皮卡迪利廣場[永久]
- 皮卡迪利廣場的倫敦景觀的電視節目（5分鐘）
- 即時傳輸皮卡迪利廣場（Piccadilly Circus）網路攝像 （页面存档备份，存于）
- （英文） Piccadilly Circus in 3D – LightWall building- (Made by iNovmapping) （页面存档备份，存于）